# Waldemar Obrębski
Waldemar Obrębski (Varsavia, 23 maggio 1944 – Adelaide, 26 gennaio 1985) è stato un allenatore di calcio e calciatore polacco, di ruolo attaccante.

## Carriera

### Calciatore
Inizia la carriera nel Legia Varsavia, militandovi dal 1960 al 1967. Esordì con il Legia nel pareggio casalingo per 1-1 del 21 aprile 1963 contro l'Odra Opole; l'impiego con i capitolini fu però sporadico, riuscendo a scendere in campo in sole 23 occasioni, di cui una nella Puchar Polski 1965-1966, conclusasi con la vittoria in finale contro il Górnik Zabrze.
Nel 1967 passa al Polonia Varsavia, club militante nella terza serie polacca, con cui ottenne la promozione in cadetteria nella III liga 1973-1974.
Nel 1974 si trasferisce negli Stati Uniti d'America per giocare con il Wisla Chicago, squadra rappresentante la locale comunità polacca. 
Nel 1975 passa alla neonata franchigia statunitense degli Chicago Sting, con cui non supererà la fase a gironi della North American Soccer League 1975. 

### Allenatore
Chiusa la carriera agonistica torna in patria per guidare il Polonia Varsavia alla vittoria nel 1977 del 1º nel girone 2 di III liga, ottenendo la promozione nella serie cadetta polacca. Grazie a questo successo gli viene offerta la guida della nazionale Under-21 della Polonia. Gli è riconosciuto il merito di aver scoperto Jan Urban e Roman Kosecki. Con l'Under-21 raggiunse i quarti di finale della Campionato europeo di calcio Under-21 1982, perdendo contro i futuri campioni dell'Inghilterra.
Ha guidato nei primi mesi del 1981 la nazionale polacca in sostituzione temporanea del nuovo commissario tecnico Antoni Piechniczek in una tournée in Giappone. La squadra era formata da una rosa sperimentale di giovani ma i quattro incontri disputati, tutti contro la nazionale giapponese e tutti vinti, vennero riconosciuti come partite ufficiali della nazionale maggiore.
Nel 1981 ha inoltre guidato la Nazionale Under-20 di calcio della Polonia. 
Deluso dalla mancata qualificazione ai Giochi della XXIII Olimpiade di Los Angeles, decise di lasciare il calcio che conta e recarsi nel 1984 in Australia per allenare il Polonia Adelaide. Allenerà il club dell'Australia Meridionale sino alla morte, giunta il 26 gennaio 1985 per un incidente automobilistico.

## Statistiche

### Statistiche da allenatore

#### Nazionale polacca
| 1981           | Polonia        | Amichevoli     |                | 4 | 4 | 0 | 0 | 100,00& | 13 | 3 | +10 |
| Totale Polonia | Totale Polonia | Totale Polonia | Totale Polonia | 4 | 4 | 0 | 0 | 100,00  | 13 | 3 | +10 |

#### Panchine da commissario tecnico della nazionale polacca
| Cronologia completa delle presenze e delle reti in nazionale ― Polonia | Cronologia completa delle presenze e delle reti in nazionale ― Polonia | Cronologia completa delle presenze e delle reti in nazionale ― Polonia | Cronologia completa delle presenze e delle reti in nazionale ― Polonia | Cronologia completa delle presenze e delle reti in nazionale ― Polonia | Cronologia completa delle presenze e delle reti in nazionale ― Polonia | Cronologia completa delle presenze e delle reti in nazionale ― Polonia | Cronologia completa delle presenze e delle reti in nazionale ― Polonia |
| Data                                                                   | Città                                                                  | In casa                                                                | Risultato                                                              | Ospiti                                                                 | Competizione                                                           | Reti                                                                   | Note                                                                   |
| ---------------------------------------------------------------------- | ---------------------------------------------------------------------- | ---------------------------------------------------------------------- | ---------------------------------------------------------------------- | ---------------------------------------------------------------------- | ---------------------------------------------------------------------- | ---------------------------------------------------------------------- | ---------------------------------------------------------------------- |
| 25-1-1981                                                              | Tokyo                                                                  | Giappone                                                               | 0 – 2                                                                  | Polonia                                                                | Amichevole                                                             | Kazimierz Buda Jarosław Nowicki                                        | Cap: K. Buda                                                           |
| 27-1-1981                                                              | Tokushima                                                              | Giappone                                                               | 2 – 4                                                                  | Polonia                                                                | Amichevole                                                             | Krzysztof Kajrys 2 Henryk Janikowski Krzysztof Baran                   | Cap: K. Buda                                                           |
| 30-1-1981                                                              | Nagoya                                                                 | Giappone                                                               | 1 – 4                                                                  | Polonia                                                                | Amichevole                                                             | Adam Walczak Kazimierz Buda Krzysztof Baran Piotr Rzepka               | Cap: K. Buda                                                           |
| 1°-2-1981                                                              | Tokyo                                                                  | Giappone                                                               | 0 – 3                                                                  | Polonia                                                                | Amichevole                                                             | Mirosław Pękala autogol Mirosław Okoński                               | Cap: K. Buda                                                           |
| Totale                                                                 |                                                                        | Presenze                                                               | 4                                                                      |                                                                        | Reti                                                                   | 13                                                                     |                                                                        |

## Palmarès

### Calciatore
- Puchar Polski: 1

Legia Varsavia: 1965-1966
- III liga: 1

Polonia Varsavia: 1973-1974

### Allenatore
- III liga: 1

Polonia Varsavia: 1976-1977 (girone 2)